# Lista över Stefan Melanders större segrar
Lista över Stefan Melanders större segrar som travkusk och/eller travtränare.

## Grupp 1-lopp
| År   | Lopp                           | Häst               | Kusk                | Vinstbelopp   |
| ---- | ------------------------------ | ------------------ | ------------------- | ------------- |
| 1995 | International Trot             | His Majesty        | Stefan Melander     | 300 000 USD   |
| 1998 | Svenskt Travkriterium          | Lucky Po           | Stefan Melander     | 1 300 000 SEK |
| 1998 | Breeders' Crown, 3-åriga ston  | Rydens Randy       | Catarina Lundström  | 750 000 SEK   |
| 1999 | Konung Gustaf V:s Pokal        | Lucky Po           | Stefan Melander     | 480 000 SEK   |
| 2000 | Sprintermästaren               | Rydens Sensation   | Jorma Kontio        | 600 000 SEK   |
| 2001 | Ulf Thoresens Minneslopp       | Scarlet Knight     | Stefan Melander     | 644 880 SEK   |
| 2001 | Hambletonian Stakes            | Scarlet Knight     | Stefan Melander     | 4 981 400 SEK |
| 2001 | Gran Premio Campionato Europeo | Igor Brick         | Örjan Kihlström     | 1 584 000 SEK |
| 2001 | Gran Premio Orsi Mangelli      | Scarlet Knight     | Stefan Melander     | 1 449 000 SEK |
| 2001 | E3-final (långa), h/v          | Gigant Neo         | Jorma Kontio        | 820 000 SEK   |
| 2001 | Derbystoet                     | Yatzy Brodda       | Jorma Kontio        | 500 000 SEK   |
| 2001 | Breeders' Crown, 4-åriga ston  | Yatzy Brodda       | Jorma Kontio        | 750 000 SEK   |
| 2002 | Konung Gustaf V:s Pokal        | Gigant Neo         | Jorma Kontio        | 925 000 SEK   |
| 2002 | Sprintermästaren               | Scarlet Knight     | Stefan Melander     | 1 092 000 SEK |
| 2003 | Grand Critérium de Vitesse     | Gigant Neo         | Jean-Michel Bazire  | 817 425 SEK   |
| 2004 | Sundsvall Open Trot            | Infant du Bossis   | Örjan Kihlström     | 700 000 SEK   |
| 2004 | Gran Premio Gaetano Turilli    | Infant du Bossis   | Örjan Kihlström     | 1 028 077 SEK |
| 2004 | Gran Premio Freccia d'Europa   | Infant du Bossis   | Örjan Kihlström     | 341 322 SEK   |
| 2004 | Gran Premio Palio Dei Comuni   | Infant du Bossis   | Örjan Kihlström     | 764 889 SEK   |
| 2005 | Gran Premio Costa Azzurra      | Gigant Neo         | Joseph Verbeeck     | 515 746 SEK   |
| 2006 | Prix d'Amérique                | Gigant Neo         | Dominiek Locqueneux | 4 720 750 SEK |
| 2009 | Jubileumspokalen               | Iceland            | Örjan Kihlström     | 1 000 000 SEK |
| 2010 | Elitloppet                     | Iceland            | Johnny Takter       | 3 000 000 SEK |
| 2010 | Breeders' Crown, 3-åriga ston  | Aisle Stand        | Per Lennartsson     | 700 000 SEK   |
| 2012 | E3-final (långa), ston         | System Performance | Stefan Melander     | 800 000 SEK   |
| 2012 | Jubileumspokalen               | Friction           | Stefan Melander     | 800 000 SEK   |
| 2012 | E3-final (korta), h/v          | Standout           | Stefan Melander     | 800 000 SEK   |
| 2013 | Breeders' Crown, 4-åriga h/v   | Digital Ink        | Örjan Kihlström     | 850 000 SEK   |
| 2015 | Konung Gustaf V:s Pokal        | Volstead           | Örjan Kihlström     | 950 000 SEK   |
| 2015 | Drottning Silvias Pokal        | Ruby Trap          | Johnny Takter       | 945 000 SEK   |
| 2015 | Sprintermästaren               | Nuncio             | Stefan Melander     | 800 000 SEK   |
| 2015 | Breeders' Crown, 4-åriga h/v   | Nuncio             | Stefan Melander     | 925 000 SEK   |
| 2016 | Elitloppet                     | Nuncio             | Örjan Kihlström     | 3 000 000 SEK |
| 2016 | Oslo Grand Prix                | Nuncio             | Örjan Kihlström     | 1 500 000 NOK |
| 2016 | Sprintermästaren               | Uncle Lasse        | Örjan Kihlström     | 928 830 SEK   |
| 2016 | Jubileumspokalen               | Nuncio             | Örjan Kihlström     | 1 000 000 SEK |
| 2016 | Sundsvall Open Trot            | Nuncio             | Örjan Kihlström     | 1 000 000 SEK |
| 2016 | UET Trotting Masters           | Nuncio             | Örjan Kihlström     | 1 822 944 SEK |
| 2016 | Grosser Preis von Deutschland  | Cruzado Dela Noche | Per Linderoth       | 928 830 SEK   |
| 2017 | Copenhagen Cup                 | Cruzado Dela Noche | Per Linderoth       | 492 675 SEK   |
| 2018 | Sundsvall Open Trot            | Milligan's School  | Ulf Eriksson        | 1 000 000 SEK |
| 2018 | UET Trotting Masters           | Milligan's School  | Ulf Eriksson        | 2 000 000 SEK |
| 2019 | Breeders' Crown, 3-åriga ston  | Ganga Bae          | Jorma Kontio        | 1 600 000 SEK |
| 2020 | Årjängs Stora Sprinterlopp     | Milligan's School  | Ulf Eriksson        | 600 000 SEK   |
| 2020 | Sundsvall Open Trot            | Milligan's School  | Ulf Eriksson        | 1 000 000 SEK |
| 2021 | Åby Stora Pris                 | Milligan's School  | Ulf Eriksson        | 1 500 000 SEK |
| 2022 | E3-final (korta), h/v          | Following          | Björn Goop          | 1 000 000 SEK |

## Grupp 2-lopp
| År   | Lopp                         | Häst               | Kusk               | Vinstbelopp   |
| ---- | ---------------------------- | ------------------ | ------------------ | ------------- |
| 2000 | Årjängs Stora Sprinterlopp   | Igor Brick         | Örjan Kihlström    | 500 000 SEK   |
| 2001 | Jämtlands Stora Pris         | Igor Brick         | Örjan Kihlström    | 500 000 SEK   |
| 2001 | Årjängs Stora Sprinterlopp   | Igor Brick         | Stefan Melander    | 500 000 SEK   |
| 2002 | Eskilstuna Fyraåringstest    | Scarlet Knight     | Stefan Melander    | 250 000 SEK   |
| 2002 | Gran Premio Ivone Grassetto  | Yatzy Brodda       | Jorma Kontio       | 363 986 SEK   |
| 2002 | Prix Marcel Laurent          | Gigant Neo         | Stefan Melander    | 454 480 SEK   |
| 2002 | Prix Ariste-Hémard           | Gigant Neo         | Stefan Melander    | 454 480 SEK   |
| 2003 | Prix Roederer                | Gigant Neo         | Stefan Melander    | 431 419 SEK   |
| 2003 | Gulddivisionens final, juni  | Scarlet Knight     | Stefan Melander    | 300 000 SEK   |
| 2003 | Jämtlands Stora Pris         | Scarlet Knight     | Stefan Melander    | 500 000 SEK   |
| 2003 | Grand Prix du Sud-Ouest      | Gigant Neo         | Jean-Michel Bazire | 726 600 SEK   |
| 2004 | Gulddivisionens final, okt   | Scarlet Knight     | Stefan Melander    | 400 000 SEK   |
| 2004 | Gran Premio Freccia d'Europa | Infant du Bossis   | Örjan Kihlström    | 91 300 EUR    |
| 2005 | Gran Premio Ivone Grassetto  | Infant du Bossis   | Jorma Kontio       | 247 558 SEK   |
| 2011 | Jämtlands Stora Pris         | Iceland            | Stefan Melander    | 750 000 SEK   |
| 2012 | Gulddivisionens final, maj   | Oracle             | Erik Adielsson     | 500 000 SEK   |
| 2012 | Treåringseliten              | Nato Dream         | Stefan Melander    | 300 000 SEK   |
| 2012 | Gulddivisionens final, nov   | Friction           | Örjan Kihlström    | 500 000 SEK   |
| 2013 | Norrlands Grand Prix         | Standout           | Ulf Ohlsson        | 250 000 SEK   |
| 2013 | Solvalla Grand Prix          | Digital Ink        | Ulf Ohlsson        | 400 000 SEK   |
| 2014 | Stosprintern                 | Air Frame          | Per Lennartsson    | 555 000 SEK   |
| 2014 | Gulddivisionens final, dec   | Digital Ink        | Örjan Kihlström    | 250 000 SEK   |
| 2015 | Gulddivisionens final, feb   | Digital Ink        | Örjan Kihlström    | 250 000 SEK   |
| 2015 | Gulddivisionens final, mars  | Digital Ink        | Örjan Kihlström    | 250 000 SEK   |
| 2015 | Solvalla Grand Prix          | Nuncio             | Stefan Melander    | 400 000 SEK   |
| 2016 | Norrlands Grand Prix         | Cruzado Dela Noche | Per Linderoth      | 300 000 SEK   |
| 2016 | H.K.H.Prins Daniels Lopp     | Volstead           | Stefan Melander    | 400 000 SEK   |
| 2016 | Årjängs Stora Sprinterlopp   | Nuncio             | Örjan Kihlström    | 600 000 SEK   |
| 2017 | Sweden Cup                   | Volstead           | Örjan Kihlström    | 600 000 SEK   |
| 2018 | Norrlands Grand Prix         | Zack's Zoomer      | Örjan Kihlström    | 250 000 SEK   |
| 2019 | Gulddivisionens final, mars  | Milligan's School  | Ulf Eriksson       | 400 000 SEK   |
| 2019 | Jämtlands Stora Pris         | Milligan's School  | Carl Johan Jepson  | 700 000 SEK   |
| 2019 | Solvalla Grand Prix          | Im Your Captain    | Jorma Kontio       | 400 000 SEK   |
| 2020 | Gulddivisionens final, mars  | Disco Volante      | Ulf Ohlsson        | 300 000 SEK   |
| 2020 | Treåringseliten              | Hell Bent For Am   | Örjan Kihlström    | 1 000 000 SEK |
| 2020 | Årjängs Stora Sprinterlopp   | Milligan's School  | Ulf Eriksson       | 500 000 SEK   |
| 2021 | Gulddivisionens final, mars  | Disco Volante      | Ulf Ohlsson        | 300 000 SEK   |
| 2021 | Axel Jensens Minneslopp      | Fire n'Fury        | Mats E. Djuse      | 288 090 SEK   |
| 2022 | Bergsåker Winter Trot        | Milligan's School  | Ulf Eriksson       | 500 000 SEK   |
| 2022 | Fyraåringseliten för ston    | Imhatra Am         | Mats E. Djuse      | 300 000 SEK   |

## Övriga
| År   | Lopp                              | Häst                | Kusk                | Vinstbelopp |
| ---- | --------------------------------- | ------------------- | ------------------- | ----------- |
| 1997 | Fyraåringsstjärnan                | Keystone Sequence   | Stefan Melander     | 100 000 SEK |
| 2000 | Big Noon-pokalen                  | Super Photo Kosmos  | Stefan Melander     | 150 000 SEK |
| 2002 | Prix Ouest France                 | Com Lear            | Dominiek Locqueneux | 19 000 EUR  |
| 2002 | Prins Carl Philips Jubileumspokal | Super Photo Kosmos  | Jorma Kontio        | 150 000 SEK |
| 2002 | Mälarpriset                       | Scarlet Knight      | Stefan Melander     | 200 000 SEK |
| 2003 | Klass II-final, maj               | Puh Eme             | Stefan Melander     | 170 000 SEK |
| 2003 | Prix de Craon                     | Aggas Filur         | Franck Nivard       | 22 500 EUR  |
| 2004 | Mälarpriset                       | Infant du Bossis    | Örjan Kihlström     | 300 000 SEK |
| 2004 | Klass I-final, nov                | Arnie Sensation     | Erik Adielsson      | 190 000 SEK |
| 2004 | Gävle Stora Pris                  | Scarlet Knight      | Stefan Melander     | 150 000 SEK |
| 2005 | Prix de l'Argonne                 | Shaft               | Joseph Verbeeck     | 26 000 EUR  |
| 2005 | Prix de la Porte d'Auteuil        | Straightup          | Bernard Piton       | 27 500 EUR  |
| 2005 | Prix de l'Obelisque               | Straightup          | Dominiek Locqueneux | 32 500 EUR  |
| 2005 | Prix de la Mediterranee           | Straightup          | Dominiek Locqueneux | 32 500 EUR  |
| 2005 | Prix de l'Orne                    | Machos des Platanes | Dominiek Locqueneux | 32 500 EUR  |
| 2005 | Prix Paul Buquet                  | Gigant Neo          | Dominiek Locqueneux | 20 000 EUR  |
| 2006 | Bronsdivisionens final, juli      | Royal Winner        | Björn Goop          | 220 000 SEK |
| 2006 | Klass I-final, juli               | Orlando Karsk       | Björn Goop          | 190 000 SEK |
| 2006 | Sören Nordins Lopp                | Verdi Sund          | Björn Goop          | 100 000 SEK |
| 2008 | Prix de Vic sur Cere              | Orlando Karsk       | Dominiek Locqueneux | 273 229 SEK |
| 2008 | Bronsdivisionens final, feb       | Verdi Sund          | Åke Svanstedt       | 220 000 SEK |
| 2008 | Grand Prix Andre de la Vaissière  | Orlando Karsk       | Dominiek Locqueneux | 164 880 SEK |
| 2008 | Gunnar Nordins Lopp               | Iceland             | Örjan Kihlström     | 125 000 SEK |
| 2009 | Silverdivisionens final, maj      | Iceland             | Örjan Kihlström     | 250 000 SEK |
| 2009 | Silverdivisionens final, aug      | Iceland             | Örjan Kihlström     | 250 000 SEK |
| 2011 | Klass II-final, maj               | Inhibited           | Örjan Kihlström     | 200 000 SEK |
| 2011 | Bronsdivisionens final, nov       | Pitch Command       | Per Lennartsson     | 220 000 SEK |
| 2011 | Klass II-final, nov               | Disco A.E.          | Stefan Melander     | 200 000 SEK |
| 2012 | Bronsdivisionens final, feb       | Friction            | Per Lennartsson     | 220 000 SEK |
| 2012 | Bronsdivisionens final, april     | Friction            | Örjan Kihlström     | 220 000 SEK |
| 2012 | Färjestads Jubileumslopp          | Oracle              | Erik Adielsson      | 500 000 SEK |
| 2012 | Kalmarsundspokalen                | Oracle              | Stefan Melander     | 200 000 SEK |
| 2012 | Silverdivisionens final, juni     | Friction            | Stefan Melander     | 300 000 SEK |
| 2012 | Silverdivisionens final, aug      | True Advantage      | Ulf Ohlsson         | 300 000 SEK |
| 2012 | Klass II-final, aug               | Digital Darling     | Stefan Melander     | 200 000 SEK |
| 2012 | Bronsdivisionens final, sept      | Tidied Accelerator  | Stefan Melander     | 220 000 SEK |
| 2012 | Silverdivisionens final, sept     | Saston              | Stefan Melander     | 300 000 SEK |
| 2012 | Klass II-final, nov               | Digital Ink         | Örjan Kihlström     | 200 000 SEK |
| 2014 | Birger Bengtssons Minne           | Standout            | Ulf Ohlsson         | 150 000 SEK |
| 2015 | Prix Enceladus                    | Apollon du Corta    | Franck Nivard       | 19 350 EUR  |
| 2015 | Mälarpriset                       | Digital Ink         | Örjan Kihlström     | 150 000 SEK |
| 2015 | Gävle Stora Pris                  | Digital Ink         | Örjan Kihlström     | 150 000 SEK |
| 2015 | Fyraåringsstjärnan                | Nuncio              | Stefan Melander     | 200 000 SEK |
| 2016 | Big Noon-pokalen                  | French Laundry      | Örjan Kihlström     | 200 000 SEK |
| 2016 | Klass II-final, dec               | Test Drive          | Örjan Kihlström     | 200 000 SEK |
| 2017 | Klass I-final, juli               | Test Drive          | Örjan Kihlström     | 200 000 SEK |
| 2017 | E.J:s Guldsko                     | Volstead            | Johnny Takter       | 150 000 SEK |
| 2017 | Birger Bengtssons Minne           | Volstead            | Johnny Takter       | 150 000 SEK |
| 2017 | Plåt-Svens Minne                  | Heading Reference   | Ulf Eriksson        | 100 000 SEK |
| 2017 | Gunnar Nordins Lopp               | Disco Volante       | Ulf Ohlsson         | 100 000 SEK |
| 2018 | Gösta Bergengrens Minneslopp      | Cruzado Dela Noche  | Per Linderoth       | 100 000 SEK |
| 2018 | Ina Scots Ära                     | Zack's Zoomer       | Örjan Kihlström     | 300 000 SEK |
| 2018 | Big Noon-pokalen                  | Snowstorm Hanover   | Örjan Kihlström     | 300 000 SEK |
| 2018 | Gävle Stora Pris                  | Volstead            | Örjan Kihlström     | 200 000 SEK |
| 2018 | The Owners Trophy                 | Volstead            | Johnny Takter       | 200 000 SEK |
| 2019 | Ina Scots Ära                     | Thrust Control      | Björn Goop          | 300 000 SEK |
| 2019 | Midsommarloppet                   | Milligan's School   | Ulf Eriksson        | 100 000 SEK |
| 2019 | Gävle Stora Pris                  | Milligan's School   | Ulf Eriksson        | 200 000 SEK |
| 2019 | Gösta Nordins Lopp                | Milligan's School   | Ulf Eriksson        | 100 000 SEK |
| 2019 | Sören Nordins Lopp                | Digital Summit      | Örjan Kihlström     | 100 000 SEK |
| 2021 | Prins Carl Philips Jubileumspokal | Click Bait          | Per Lennartsson     | 250 000 SEK |
| 2021 | Färjestads Jubileumslopp          | Click Bait          | Per Lennartsson     | 300 000 SEK |
| 2022 | Färjestads Jubileumslopp          | Disco Volante       | Ulf Ohlsson         | 150 000 SEK |

1. ↑  Tränad av Catarina Lundström.